# Nowiny (powiat hajnowski)
Nowiny (w użyciu także nazwa Nowinnik) – wieś w Polsce położona w województwie podlaskim, w powiecie hajnowskim, w gminie Narew.
W latach 1975–1998 miejscowość administracyjnie należała do województwa białostockiego.

## Historia
Przysiółek wsi Koweła, powstał na początku XVIII wieku. Leży w pobliżu Puszczy Białowieskiej i Puszczy Ladzkiej. Po raz pierwszy wymieniony został w dokumentach z 1727 roku. W 1811 roku było tu 11 domów, a w 1847 – 7 domów. W latach 1815–1817 wieś odznaczała się wysoką umieralnością dzieci do lat 13.
W 1939 roku, po wkroczeniu Sowietów, rozpoczęły się wywózki na Sybir, obowiązkowe dostawy zbóż, mięsa i mleka. W 1942 Niemcy spacyfikowali wieś (liczyła wtedy 60 mieszkańców), część mieszkańców wywieziono do Michnówki, a następnie do Białegostoku. Zabudowania spalono, a dobytek został zrabowany przez Niemców. Trzy osoby zostały rozstrzelane. Według mieszkańców wsi przyczyną pacyfikacji było ukrywanie mężczyzny narodowości żydowskiej. Rzeczywistym powodem była raczej chęć utworzenia wokół Puszczy Białowieskiej niezamieszkanej strefy, aby pozbawić ukrywających się w niej partyzantów zaopatrzenia. Po wojnie wieś została odbudowana. Pomimo iż wieś została zniszczona i należało zaczynać od zera, tylko dwóch gospodarzy dało się namówić na wyjazd do ZSRR.
W 1939 roku stało tu 12 domów, w których mieszkało 85 osób, w 1950 roku w 10 domach mieszkało 61 osób, a w 2007 mieszkało tu 35 osób.

## Religia
Mieszkańcy wsi wyznania prawosławnego, należą do parafii w Łosince. Według stanu parafii z 31 grudnia 2007 roku, 35 parafian pochodziło z Nowin. Natomiast wierni kościoła rzymskokatolickiego należą do parafii pw. Wniebowzięcia Najświętszej Maryi Panny i św. Stanisława Biskupa i Męczennika w Narwi.